# Sara García Gross
Sara García Gross est une activiste féministe salvadorienne, engagée pour le droit à l'avortement. Elle est lauréate du Prix Simone de Beauvoir pour la libertés des femmes en 2019.

## Biographie
Sara García Gross est née à Chalchuapa au Salvador en 1986. Durant son enfance, elle a connu la guerre civile salvadorienne qui a duré entre 1979 et 1992. Elle est diplômée de psychologie à l’Université centroaméricaine puis elle s'est spécialisée en études de genre à l'Université nationale autonome du Mexique. Depuis juin 2019, elle réside à Buenos Aires où elle poursuit des études en droits de l'homme à l'Université nationale de San Martín.
Elle est porte parole (c’est-à-dire porte-parole) de l'association Groupe citoyen pour la dépénalisation de l'avortement (Agrupacion Ciudanada per la Despenalization del Aborto). De 1974 à 1997, les femmes avaient le droit d'avorter au Salvador seulement dans trois cas précis : danger pour la santé de la mère, grossesse issue d'un viol ou d'un inceste, foetus non viable. En 1997, la modification du code pénal a éliminé ces exceptions et criminalisé l'avortement. Les peines encourues par les femmes et par les personnels de santé qui pratiquent un avortement sont officiellement de deux à huit ans de prison, mais les juges ont souvent prononcé des sanctions de 15 à 30 ans de détention.